# Вернингсхаузен
Вернингсхаузен (нем. Werningshausen) — община в Германии, в земле Тюрингия. 
Входит в состав района Зёммерда. Подчиняется управлению Штраусфурт.  Население составляет 683 человека (на 31 декабря 2010 года). Занимает площадь 12,78 км².